# Weberia digramma
Weberia digramma là một loài ruồi trong họ Tachinidae.